# Калунге (Сондрио)
Калунге је насеље у Италији у округу Сондрио, региону Ломбардија.
Према процени из 2011. у насељу је живело 28 становника. Насеље се налази на надморској висини од 570 м.